# Mumok
Mumok è l'acronimo di MUseum MOderner Kunst (in italiano: Museo d'arte moderna) Foundation Ludwig Vienna. È situato presso il Museumsquartier a Vienna in Austria.
Il museo ha una collezione di 9000 opere di arte moderna e contemporanea, tra cui opere di Andy Warhol, Pablo Picasso, Joseph Beuys, Nam June Paik, Wolf Vostell, Jasper Johns, Pino Pascali e Roy Lichtenstein. Numerose opere furono donate al museo dall'industriale e mecenate tedesco Peter Ludwig e sua moglie Irene nel 1979.
Il MUMOK organizza spesso mostre di arte contemporanea e legate al movimento dell'azionismo viennese.